# Bandette
Bandette est une série de bande dessinée écrite par Paul Tobin et illustrée par Colleen Coover. Elle est publiée en ligne sur Comixology depuis 2012 puis reprise en albums chez Dark Horse Books. Elle raconte les aventures de la justicière masquée Bandette, adolescente à la tête d'un groupe de gamins des rues en Europe, qui n'est pas sans rappeler Fantômette.

## Prix et récompenses
- 2013 : Prix Eisner de la meilleure bande dessinée en ligne
- 2016 : Prix Eisner de la meilleure bande dessinée en ligne
- 2017 : Prix Eisner de la meilleure bande dessinée en ligne

## Publications en français

### Albums
- 2017 : EP Media, Tome 1 : Presto !, juillet 2017,  (ISBN 978-2-8893-2054-7)[1].